# Angeln

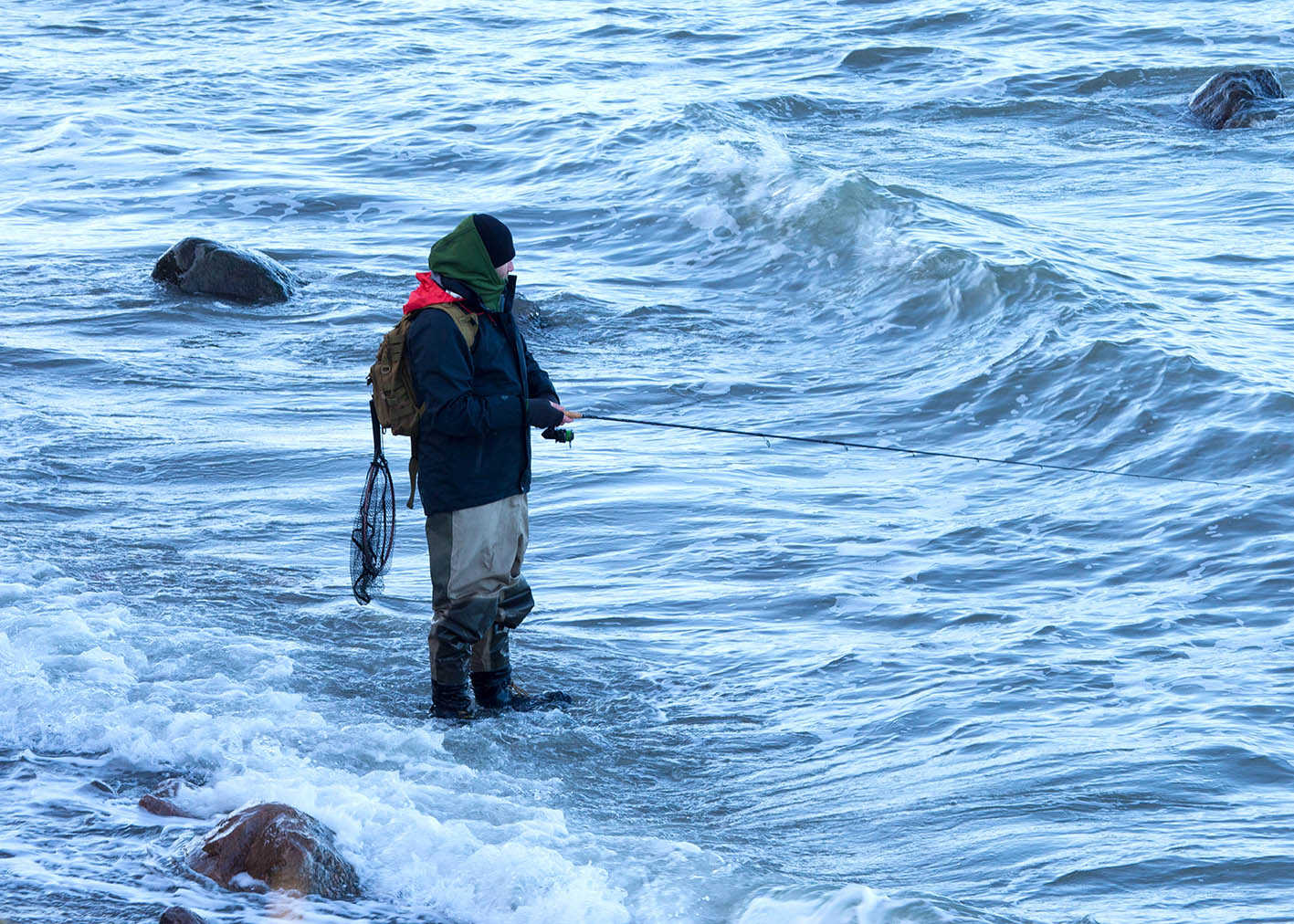
Strandangler in der Ostsee, mit Fischerstiefeln in seichtem Wasser stehend

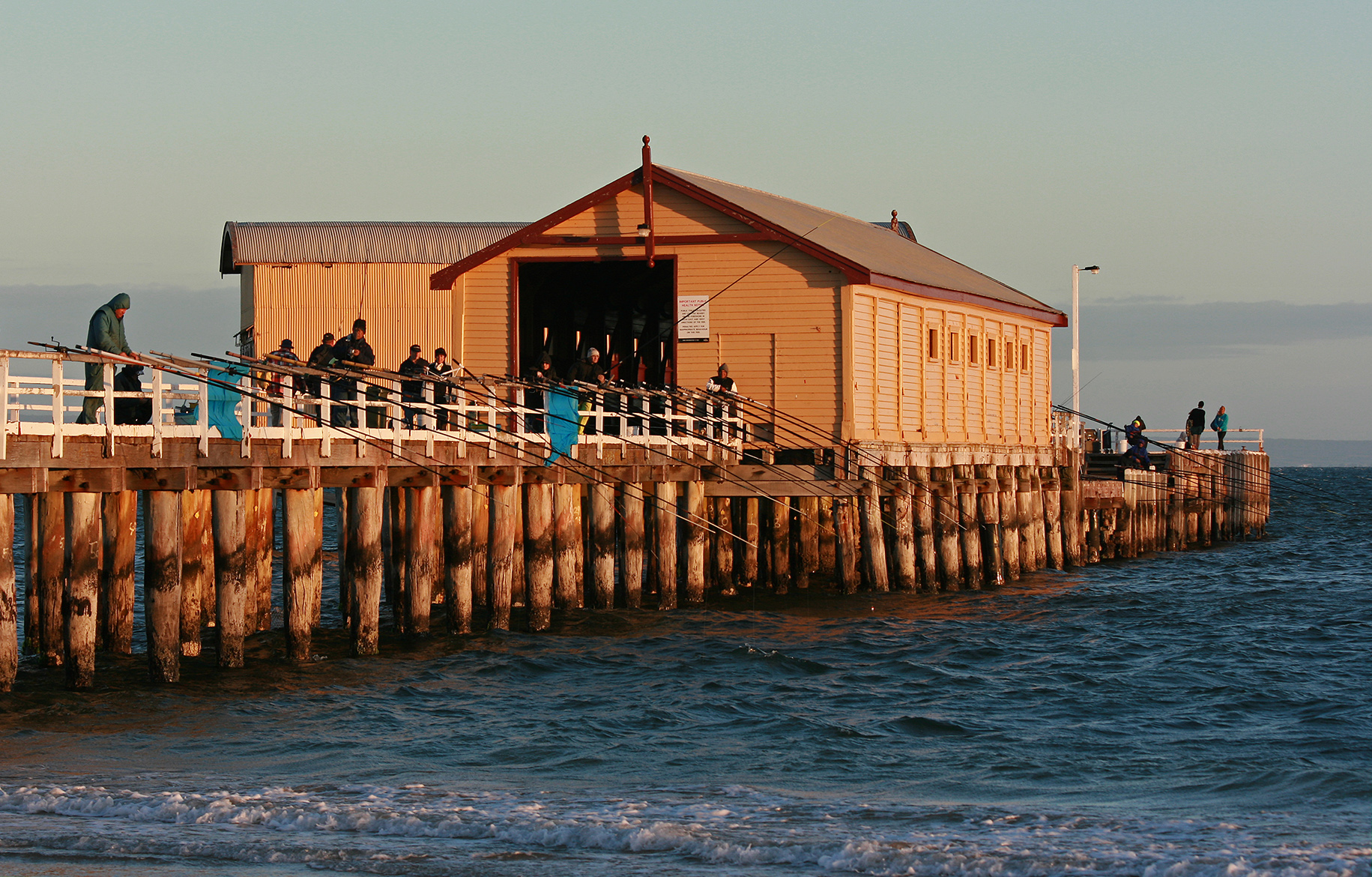
Jigging-Angler in Australien

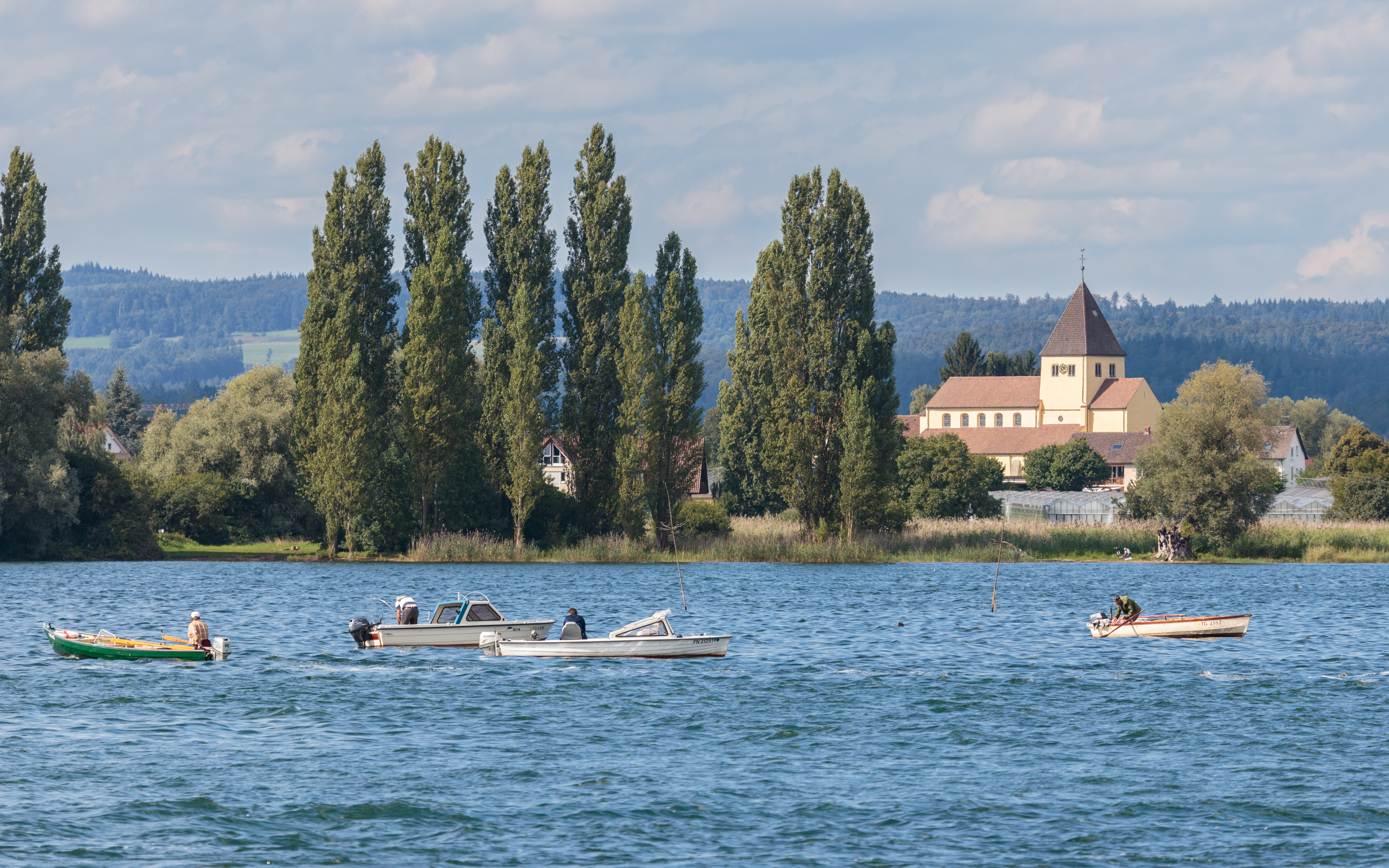
Angeln auf dem Untersee (Bodensee)

Unter Angeln oder Sportfischen versteht man die Ausübung der Fischerei mit einer oder mehreren Handangeln. Die Angel besteht im einfachsten Fall nur aus Angelschnur und Angelhaken, im Allgemeinen jedoch noch aus der Angelrute, der Angelrolle zum Aufrollen der Schnur und dem sogenannten Vorfach, einer Schnur zwischen Hauptschnur und Haken, die in der Regel dünner ist als die Hauptschnur. Als Bindeglied zwischen Hauptschnur und Vorfach werden bei den meisten Angelmethoden Wirbel eingesetzt. Eine Person, die den Angelsport ausübt, wird als Angler bezeichnet.

## Rechtliche Aspekte

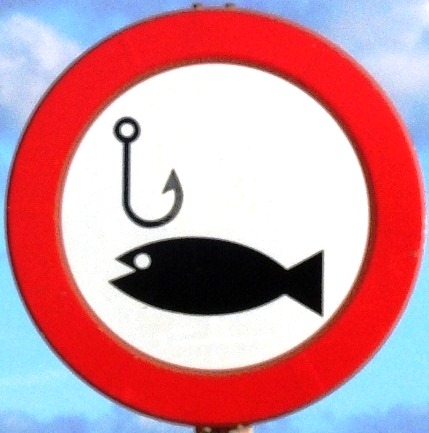
Schild „Angeln verboten“ (Spanien)

Fischereipapiere

- Hauptartikel: Fischereirecht

### Deutschland
Das Angeln unterliegt in Deutschland grundsätzlich dem Landesfischereigesetz und der Landesfischereiordnung des jeweiligen Bundeslandes.
Zur Ausübung benötigt man in Deutschland im Wesentlichen zwei Papiere:
- Einen gültigen Fischereischein; diesen erhält man bei vorhandenem Sachkundenachweis (das kann die bestandene Fischerprüfung oder eine Ausbildung zum Fischwirt sein) auf Antrag bei der Bezirksregierung, der unteren Fischereibehörde oder der Gemeinde-/Stadtverwaltung (abhängig vom Bundesland).

In Rheinland-Pfalz gilt das Landesfischereigesetz nur für Personen, „die im Geltungsbereich dieses Gesetzes wohnen“, d. h. ein Ausländer erhält den Fischereischein ohne Prüfung. Außerdem kann jeder einen sogenannten „Grenzgewässerschein“ ohne Prüfung erhalten (u. a. bei der Verbandsgemeinde Südeifel). Er kostet für ein Jahr 15 Euro und gilt für die Flüsse Sauer, Our und Mosel dort, wo sie Grenzgewässer zu Luxemburg sind, und auch in Luxemburg, wo Sauer, Our und Mosel Grenzgewässer zu Deutschland sind. Der Grenzgewässerschein gilt auch in Teilen des Saarlands.
- Einen Fischereierlaubnisschein/Gewässerschein; diese erhält man vom Inhaber des jeweiligen Fischereirechts oder Fischereiausübungsrechts.

Das Fischereirecht kann beim Gewässereigentümer liegen oder auch von einem Pächter (z. B. ein Angelverein) erworben werden. Dabei besteht die Möglichkeit, entweder das Gewässergrundstück einschließlich des Fischereirechts zu pachten oder nur das Fischereirecht. Angelvereine pachten oft das Fischereirecht für mehrere Gewässer in einer Region und geben Fischereierlaubnisscheine für ihre Pachtgewässer aus. An solchen Angelgewässern sind dann die Gewässerordnungen der Vereine zu beachten, die in Punkten wie Schonzeiten, Schonmaß und Fangbeschränkungen durchaus strenger (aber niemals milder) als die Landesgesetze sein können. Vereine können das Mitführen von Gewässerordnung und Fangbuch an ihren Gewässern vorschreiben.
Bei einigen Gewässern ist das Fischereirecht auch ganz vom Grundstückseigentum losgelöst, dieses beruht dann auf historischen Hintergründen (z. B. alte Berufsfischerfamilien). Solche Fischereirechte nennt man selbstständige Fischereirechte.
Neben dem Landesfischereigesetz sind für Angler auch noch die folgenden Gesetze und Verordnungen von Relevanz: Tierschutzgesetz, Bundesartenschutzverordnung, Bundesnaturschutzgesetz.
Das sogenannte Schwarzangeln ohne Erlaubnis des Berechtigten ist in geschlossenen Privatgewässern (ohne Fang: versuchter) Diebstahl, da diese Fische fremdes Eigentum sind. In sonstigen Gewässern ist das auch ohne Fang als Fischwilderei strafbar, da die dort fischbaren Tiere herrenlos sind und man dort letztlich das fremde Aneignungsrecht verletzt.
An vielen Gewässern wird das Fischereirecht durch staatlich oder vom Verein oder Verband eingesetzte Fischereiaufseher gehütet. Sie kontrollieren Papiere, Fanggeräte und Verhalten der Angler. Der Gesetzgeber erlaubt sich hierbei keine Kompromisse. Im Gegenteil: Wer eine Angel unmittelbar am Wasser bei sich hat und keine notwendigen Fischereierlaubnisse besitzt, macht sich unter Umständen bereits schuldig.

### Österreich
In Österreich werden, um in öffentlichen Gewässern fischen zu dürfen, zeitlich und örtlich begrenzt gültige Fischerkarten ausgegeben.

### Schweiz
Das schweizerische Bundesgesetz gibt die allgemeinen Rahmenbedingungen für die Fischerei vor. Die Fischereihoheit liegt aber bei den Kantonen. Diese bestimmen die Feinheiten (u. a. Schonmaß, Schonzeit, verbotenes Material) und regeln die Fischereiberechtigungen („Patente“). Daraus folgt, dass die fischereirechtlichen Vorschriften kantonal verschieden sind. Einige Kantone kennen ein sogenanntes Freiangelrecht, womit meistens an den größeren stehenden Gewässern vom Ufer aus mit einfachen Montagen mit Naturködern ohne Patent gefischt werden darf, so z. B. an den größeren Seen des Kantons St. Gallen, wie Bodensee, Zürichsee und Walensee, im Kanton Thurgau neben dem Bodensee und Untersee auch im Rhein, im Kanton Glarus im Walensee und dem Klöntalersee, im Kanton Zürich am Zürichsee, Greifensee, Pfäffikersee und Türlersee, sowie im Kanton Schwyz am Vierwaldstättersee, Zugersee, Zürichsee, Lauerzersee und im Itlimoosweiher.
Seit dem Jahr 2009 muss schweizweit für den Erwerb von Patenten mit der Gültigkeit von über einem Monat ein sogenannter Sachkundenachweis vorgelegt werden. Dieser wird durch den Besuch eines Kurses und die Ablegung einer Prüfung erreicht.

### Finnland
In Finnland dürfen alle Personen unter 18 Jahren und über 65 Jahre ohne Fischereischein angeln. 18- bis 65-Jährige brauchen keinen Angelschein, wenn Stippfischen oder Eisfischen praktiziert wird (Jedermannsrecht). Für das Angeln mit einer Rute und Rolle muss hingegen eine Fischereigebühr bezahlt werden sowie eine Gewässergebühr für das befischte Gewässer.
Bei der Gewässergebühr gilt es zu beachten, dass man die richtige Region (Süd-Finnland, West-Finnland, Ost-Finnland, Oulu oder Lappland) auswählt. Lizenzen können auf der Website des Ministeriums für Land- und Forstwirtschaft (MMM) erworben und sehr einfach online bezahlt werden. Danach kann man sich seine Lizenz selbst ausdrucken.
Für spezielle schnellfließende, salmonidenreiche Gewässer gilt es eine Tageskarte zu erwerben, die normalerweise nur vor Ort erhältlich ist. Das Angeln in Naturschutzgebieten ist normalerweise untersagt.

### Griechenland
Griechenland ist eines der wenigen europäischen Länder, in denen sowohl Einheimische als auch Touristen keine Angellizenz, Angelkarte oder ein sonstiges Dokument benötigen.
Dies gilt sowohl für Süßwasser wie Seen, Flüsse und Teiche als auch für das Angeln vom Ufer aus oder von Booten auf dem Mittelmeer. Egal ob auf Kreta, Rhodos, Mykonos oder dem Festland, es wird keine Lizenz benötigt.
Ein paar Regeln gilt es dennoch zu beachten:
- Das Fischen mit Netz ist verboten.
- Angeln mit Sprengstoff oder Gas ist strengstens untersagt.
- Speerfische (Schwertfisch, Blauer Marlin) dürfen im Mai nicht gefangen werden.
- Der Fang von rotem Thun ist verboten.
- Das Angeln von Muscheln jeglicher Art, Schnecken, Schalentieren (Krebse, Langusten, Hummer) sowie von Seesternen, Seepferdchen und Seegurken ist untersagt.

## Wirtschaftliche Bedeutung
Die wirtschaftliche Bedeutung der Freizeitfischerei ist in Deutschland etwa ebenso groß wie die des gewerblichen Fischfangs. Der ökonomische Gesamtnutzen des Angelns für die Gesellschaft konnte mit rund 6,4 Milliarden Euro jährlich beziffert werden. Der Wirtschaftszweig beschäftigt 52.000 Arbeitnehmer. Die meisten dieser Arbeitsplätze sind in der Nahrungs- und Futtermittelindustrie, im Einzelhandel und in der Fischerei (z. B. in Fischzuchtbetrieben) sowie im Beherbergungs- und Gaststättengewerbe angesiedelt. 2002 wurden etwa 45.000 Tonnen Fisch geangelt. Die gewerbliche See- und Flussfischerei fing in derselben Zeit etwa 4.000 bis 7.000 Tonnen.

## Aspekte des Freizeitsports
Am beliebtesten ist das Angeln in den Bundesländern Brandenburg, Mecklenburg-Vorpommern und Schleswig-Holstein, wo nach Schätzungen in jeweils 22–23 % der Haushalte mindestens eine Person aktiver Angler ist. Etwa eine Million Menschen sind in Deutschland in einem Anglerverein organisiert. Laut einer Umfrage des Instituts für Demoskopie Allensbach sagen rund fünf Millionen Deutsche, sie würden ab und zu oder regelmäßig angeln. Ungefähr 94 % der deutschen Angler sind männlich, eine ähnliche Quote gilt in der Schweiz.
Jedes Jahr verbringen viele Angelfreunde, ihre Familien, Angelvereine und Jugendgruppen Angelurlaub in Deutschland und im Ausland. Man kann zwischen Anglern unterscheiden, die z. B. eine Woche in Frankreich Tag und Nacht an einem Pay Lake zum Karpfenangeln verbringen, und Familien, die in ihrem Urlaub ein paar Stunden am Wasser zum Angeln verbringen. So gibt es in Deutschland mehr als 200 solcher Pay Lakes, an denen entweder auf Stundenbasis, nach Gewicht oder mit Fangkarten bezahlt wird. In Deutschland gibt es einige Veranstalter für Angelreisen im Ausland. Beliebte Reiseziele sind Schweden zum Hechtangeln, Frankreich zum Karpfenangeln, Spanien zum Wallerangeln, Norwegen zum Dorsch- und Heilbuttangeln oder das Mittelmeer zum Hochseeangeln.
Besonders attraktiv ist für manche unter ihnen das Angeln von Großfischen, auch „Giganten“ oder „Riesen“ genannt, bei Angelevents aus Teichen, in die diese Fische gezielt dafür eingesetzt werden.

## Geschichte

### Stabhaken
Das bisher älteste bekannte Bruchstück eines stäbchenförmigen Angelhakens (Stabhaken) wurde aus der Schale einer Meeresschnecke hergestellt und hat ein Alter zwischen 16.000 und 23.000 Jahre. Er wurde 2001 in der Jerimalaihöhle in Osttimor gefunden. Eingesetzt wurde der Haken zum Fischfang in den Küstengewässern, die durch die Bildung von Korallenriffen fischreicher wurden. In der Höhle entdeckte man aber auch Gerippe von Hochseefischen, die darauf hindeuten, dass die Menschen bereits vor 42.000 Jahren dort fischten. Der Stabhaken besteht aus einem Stäbchen, das an beiden Enden zugespitzt und in der Mitte angebunden ist. Beim Verschlucken stellt sich das Stäbchen durch die haltende Schnur quer. Die ersten Angelhaken fertigte man auch aus Knochen, Horn, Elfenbein oder Stein.

### Krummhaken
Die bislang ältesten gekrümmten Angelhaken (Krummhaken) wurden in Wustermark, Brandenburg, gefunden. Es handelt sich um sechs 12.300 Jahre alte Angelhaken aus 19.000 Jahre altem Mammut-Elfenbein. Die damaligen Menschen der Federmesser-Kultur aus der Jüngeren Dryaszeit dürften den Zahn eines ausgestorbenen Mammuts gefunden haben, aus dem sie unter anderem hakenförmige Angelhaken schnitzten.
Die damaligen Angelhaken waren mit einer Länge von 8–15 Zentimetern auffällig groß und eigneten sich nur zum Fang großer Fische wie Hechte und Welse. Sie hatten einen Stiel und waren an dessen Ende angebunden. Sekundäre Widerhaken gab es noch nicht. Die Schnur wurde zuerst an der Zwiesel (Gabel), dann in der Mitte und schließlich am Ende des Stiels befestigt. Als Material für die Angelschnur dienten Rentiersehnen, Pferdehaare, Fasern der Brennnessel. Vorteile des Angelns gegenüber Netz- und Reusenfischerei ist, dass auch kleinere Fische, die mit Speeren und Pfeilen kaum zu treffen sind, gefangen werden können. Selbst bei geschlossener Eisdecke und in trübem oder sehr tiefem Wasser kann man mit dieser einfachen Methode Erfolge erzielen.

## Angelmethoden
Es gibt verschiedene Angelmethoden. Allen gemeinsam ist, dass der Fisch dazu gebracht wird, einen Haken an einer Schnur aufzunehmen, so dass er aus dem Wasser gezogen werden kann. Zudem befindet sich oft ein Widerhaken an der Hakenspitze, welcher das Verlieren des Fisches während des Einholens der Schnur verhindern soll. Da alle Fische fressen müssen, können prinzipiell auch alle Fische beangelt werden. Manche Fischarten nehmen ins Wasser geworfene leere Haken sofort an, weil sie nicht zwischen Haken und Futter unterscheiden können. Dies kommt jedoch nur an Gewässern mit Futtermangel oder an Zuchtteichen vor. In der Regel müssen die Fische mit einem Köder getäuscht werden, der auf dem Haken befestigt bzw. über den Haken gezogen wird und diesen kaschiert. Um die Fische in einen Fressrausch zu versetzen, wird oft angefüttert. Das heißt, es wird Futtermaterial und Köder an der zu beangelnden Stelle ins Wasser gegeben. Mit dieser Methode kann eine große Menge Fisch an den Angelplatz gelockt werden und es besteht so eine größere Wahrscheinlichkeit, Fische zu fangen.
Der Fischfang ist jedoch keinesfalls immer so leicht, wie oft vermutet wird. Fischarten, wie Karpfen zum Beispiel, beobachten und lernen aus schlechten Erfahrungen mit bestimmten Ködern und meiden diese zukünftig. Außerdem gilt es, zwischen Friedfischen und jagenden Raubfischen zu unterscheiden.
Aus diesem Grund gibt es vielfältige Angelmethoden, die sich je nach Zielfisch in der Art und Weise der Köderpräsentation unterscheiden.

### Brandungsfischen

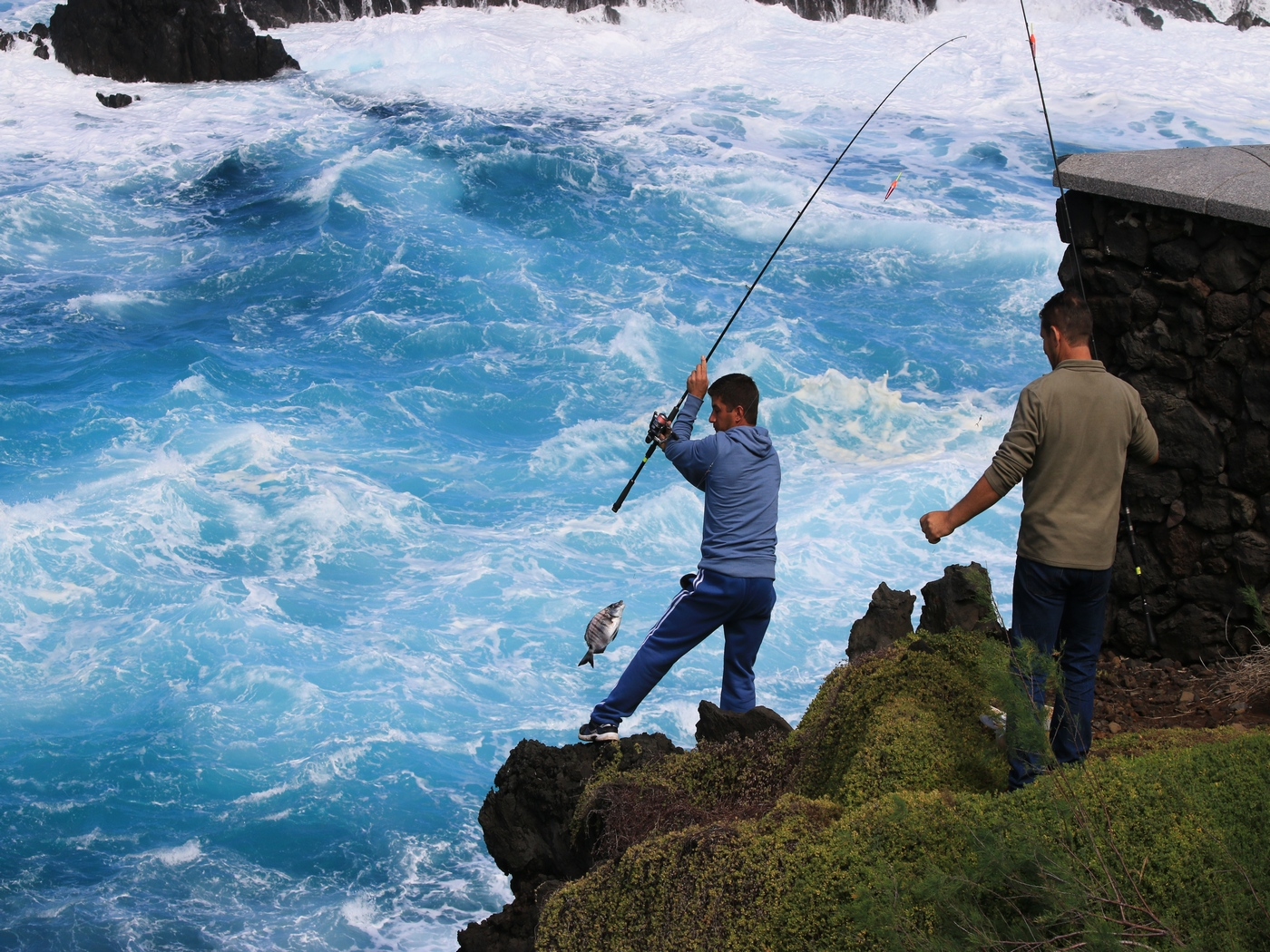
Brandungsfischen auf Madeira

Brandungsangeln erfolgt vom Strand, einer Seebrücke oder von der Klippe aus. Dabei wird mit relativ schweren Gewichten (typisch sind 100–250 g) gearbeitet. Der Köder wird möglichst weit ausgeworfen, oft über 100 m weit. Die Rutenlängen betragen oftmals mehr als 4 m. Zur Steigerung der Wurfweite finden spezielle Weitwurfvorfächer Verwendung. Diese dienen hauptsächlich zur Reduzierung des Luftwiderstandes und zur Stabilisierung des Vorfaches. Da die Fliehkräfte beim Wurf so groß werden können, dass die Angelschnur überlastet wird und reißen kann, werden sogenannte Schlagschnüre mit erhöhter Festigkeit in doppelter bis dreifacher Rutenlänge als Vorschnur genutzt. Typische Zielfische in Deutschland sind Vertreter der Dorsche (insbesondere der Kabeljau/Dorsch und der Wittling), die diversen Plattfische und der Wolfsbarsch. Als Beifang werden aber auch Aale und Aalmuttern gefangen.

### Drop-Shot-Angeln

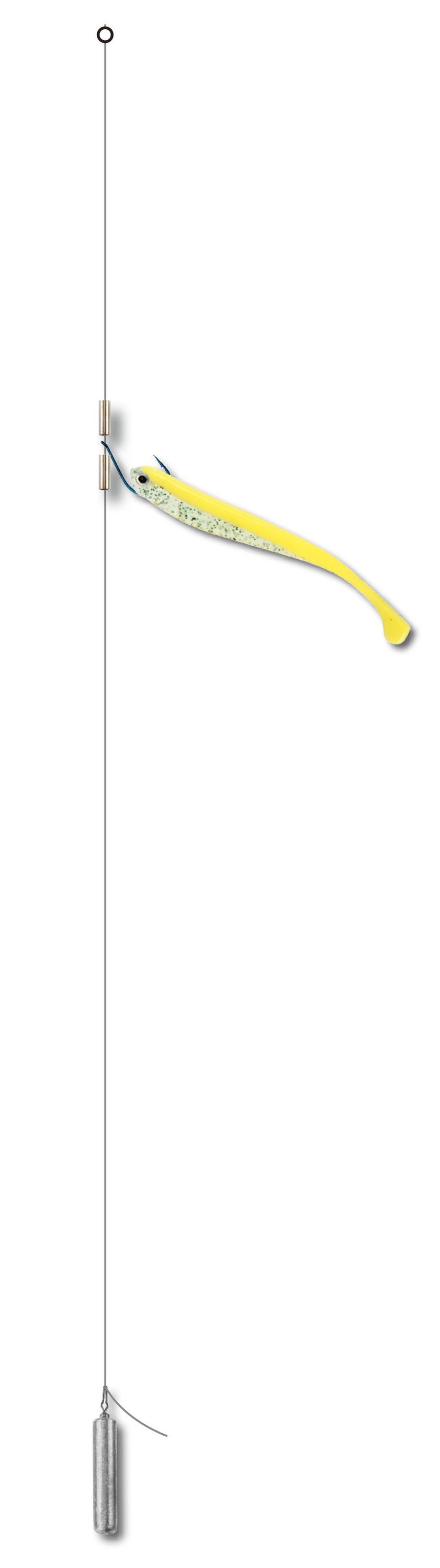
Vorfach mit Blei und Köder zum Dropshot Angeln

Drop-Shot-Angeln ist eine relativ neue Methode zum Raubfischfangen.
Bei der Drop-Shot-Montage befindet sich der Haken, ähnlich wie ein Ausleger, direkt auf dem Vorfach.
Auf den Haken werden spezielle Drop-Shot-Köder aus Weichplastik montiert. Diese Köder geben feine Vibrationen ab und schwingen häufig selbst noch in der Stopp-Phase nach. Ein Versuch mit kleinen toten Köderfischen oder Würmern kann sich jedoch ebenfalls lohnen. Schon bei leichtem Zupfen beginnt der Köder zu spielen. Durch spezielles Drop-Shot-Blei lässt sich der Abstand zwischen Köder und Grund den jeweiligen Verhältnissen sehr genau anpassen, so ist die Gefahr von Hängern weitgehend ausgeschlossen.
Der Köder kann extrem langsam geführt werden und ist dadurch sehr lange im Sichtbereich des Räubers. Den eigenwilligen Köderbewegungen und den feinen Vibrationen der Drop-Shot-Köder können Raubfische nur selten lange widerstehen. Die Drop-Shot-Köder werden oft in voller Länge verschluckt.
Die Angelmontage ist einfach. An einem rund 150 Zentimeter langen Vorfach wird ein spezieller Drop-Shot-Haken mittels Palomar-Knoten gebunden, so dass der Haken in einem Winkel von etwa 90 Grad zum Vorfach absteht. Auf den Drop-Shot-Haken kommt nun ein Drop-Shot-Gummiköder. Den Abschluss bildet ein spezielles Drop-Shot-Blei, das durch einen Klemmmechanismus verstellt werden kann. Damit stellt man den Abstand zum Köder ein.
Die Köderführung erfolgt im absoluten Zeitlupentempo. Nach dem Auswerfen des Drop-Shot-Köders vom Ufer oder Boot aus lässt man die „Drop-Shot-Montage“ auf den Grund sinken.
Anschließend erfolgt das Zupfen, bei dem der Köder angehoben und anschließend wieder auf den Grund abgelassen wird. Im Gegensatz zum herkömmlichen Angeln mit Kunstködern erfolgt das Einholen extrem langsam und mit kleinsten Zupfern. Zwischen den einzelnen Zupfern sind etwa 5 Sekunden Stillstand nötig. Es ist zu beachten, dass auch in der Stillstandsphase die Angelschnur auf Spannung gehalten werden muss. Nur dann beginnt der Köder mit seinem typischen „Drop-Shot-Spiel“ und gibt seine Mikroschwingungen ab.
Beim Drop-Shot-Fischen befindet sich der Haken im vorderen Bereich des Köders. In aller Regel saugen Raubfische aller Art den Drop-Shot-Köder aufgrund seiner passiven Bewegung restlos ein. Bei dieser Angelmethode erfolgt kein klassischer Anschlag, wie bzw. beim normalen Spinnfischen mit Wobbler, Gummifisch und Co. Stattdessen wird die Rutenspitze nur leicht angehoben, und man beschleunigt mit drei, vier Kurbelumdrehungen. Dies genügt, um den Haken sicher fassen zu lassen.

### Feederfischen

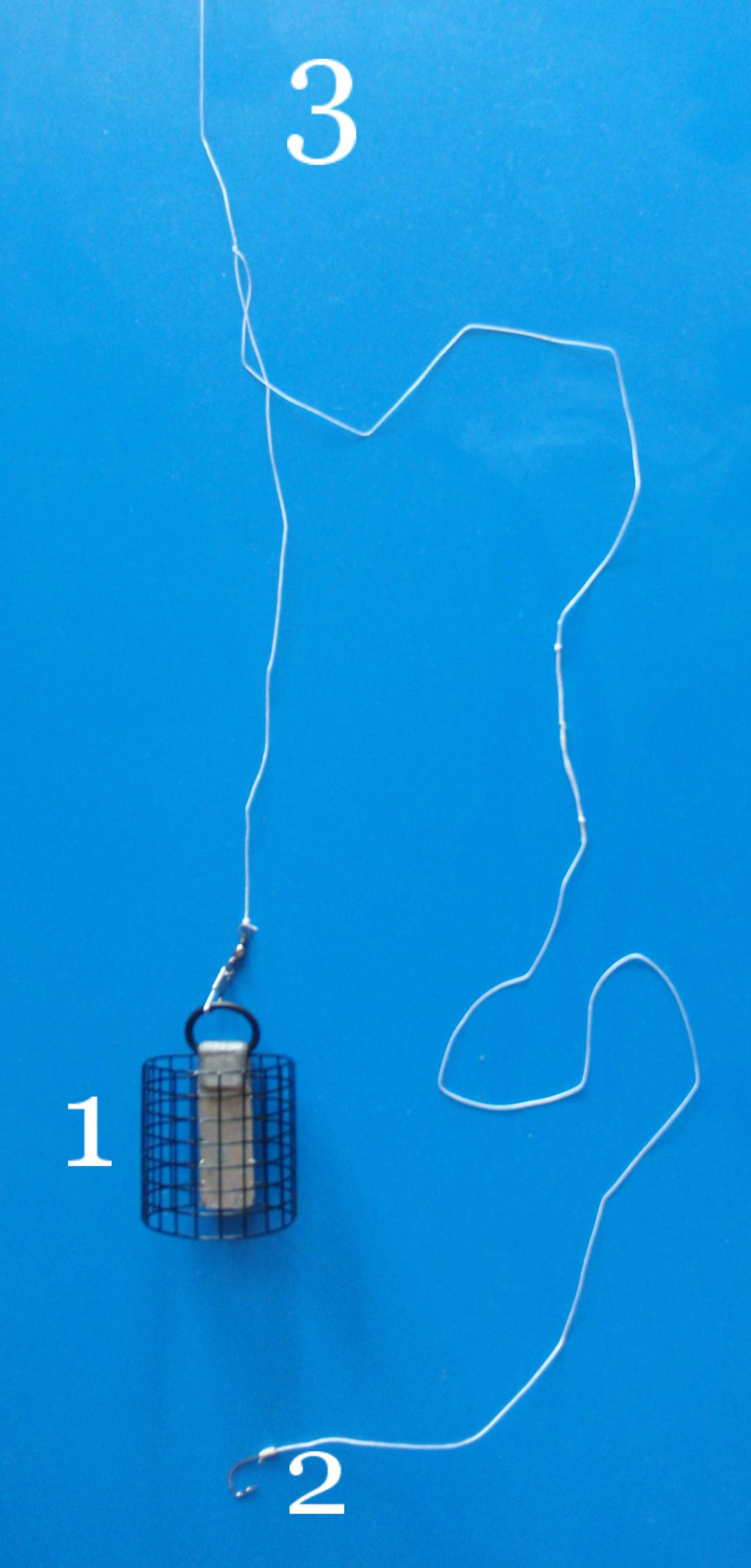
Feedermontage (mit Futterkorb)

Das Feederfischen ist eine Angelmethode, die meistens für den Fang von Weißfischen betrieben wird.
Diese Technik verbindet die ursprüngliche Grundmontage mit einem Weg, das Grundfutter unmittelbar zum eigentlichen Köder zu bringen, der auf dem Haken sitzt. Das wird durch die Verwendung eines Futterkorbes (1) erreicht. Das Futter verteilt sich nach dem Einwerfen der Montage am Boden und lockt so die Fische in die Nähe des Köders am Haken (2). Soll geflochtene Schnur als Hauptschnur (3) eingesetzt werden, sollte ein Shock-Absorber eingebaut werden, um das relativ dünne Vorfach vor zu großer Belastung zu schützen. Die übliche Vorfachlänge zum Feederfischen beträgt zwischen 30 cm und 180 cm, kann jedoch je nach Situation individuell angepasst werden.
Für das Feederfischen werden spezielle Ruten (Feederrute) mit feiner Spitze und starkem Rückgrat eingesetzt. Der Biss des Fisches macht sich ausschließlich durch das „Zucken“ der Rutenspitze bemerkbar. Ein starkes Rückgrat der Rute ist Voraussetzung, um die schweren Futterkörbe werfen zu können. Selbst unbeschwerte Futterkörbe haben allein durch ihre Füllung mit Grundfutter ein recht hohes Gewicht. Zur Bisserkennung dienen feine Spitzen verschiedener Steifigkeit. Diese werden entsprechend Wind und Strömungsdruck so ausgewählt, dass ihre Krümmung eine Bisserkennung zulässt. Die Angelgerätehersteller haben sich bereits seit einigen Jahren intensiv mit dieser Methode befasst und entsprechende Geräte entwickelt. Inzwischen gibt es im Fachhandel eine enorme Bandbreite an Feederruten.

### Fliegenfischen
Das Fliegenfischen ist eine aktive Art des Angelns. Nachdem der Zielfisch ausgemacht ist, erfolgt die Präsentation des Köders mit Fliegenrute, Fliegenrolle und spezieller Fliegenschnur. Zielfische sind meistens Salmoniden, z. B. Forelle und Äsche.
Der Unterschied zu den anderen Angelmethoden liegt darin, dass hier kein zusätzliches Gewicht benötigt wird, um den Köder auszuwerfen. Das Wurfgewicht wird einzig durch die Fliegenschnur erreicht. Durch spezielle Wurftechniken gelingt es so, auch völlig unbeschwerte Fliegen auf Distanz zu bringen.
Der Köder imitiert die natürliche Nahrung der Fische, wie zum Beispiel Insekten. Die meistbenutzten Köder sind Trockenfliege, Nassfliege, Streamer und Nymphe. Fliegen sind etwa 0,6 bis 3 cm groß und bestehen aus Federn, Tierhaaren und immer häufiger aus künstlichen Materialien. Hier wird unterschieden zwischen Trocken- und Nassfliegen. Trockenfliegen schwimmen auf der Wasseroberfläche, Nassfliegen schwimmen im Film der Wasseroberfläche oder direkt im Wasser. Streamer sind größer als Fliegen (bis zu etwa 20 cm), sie imitieren in der Regel kleine Fische und werden meistens unter der Wasseroberfläche angeboten. Nymphen werden nur unter Wasser angeboten, sie imitieren Insektenlarven oder zur Wasseroberfläche aufsteigende Insekten.

### Raubfischangeln

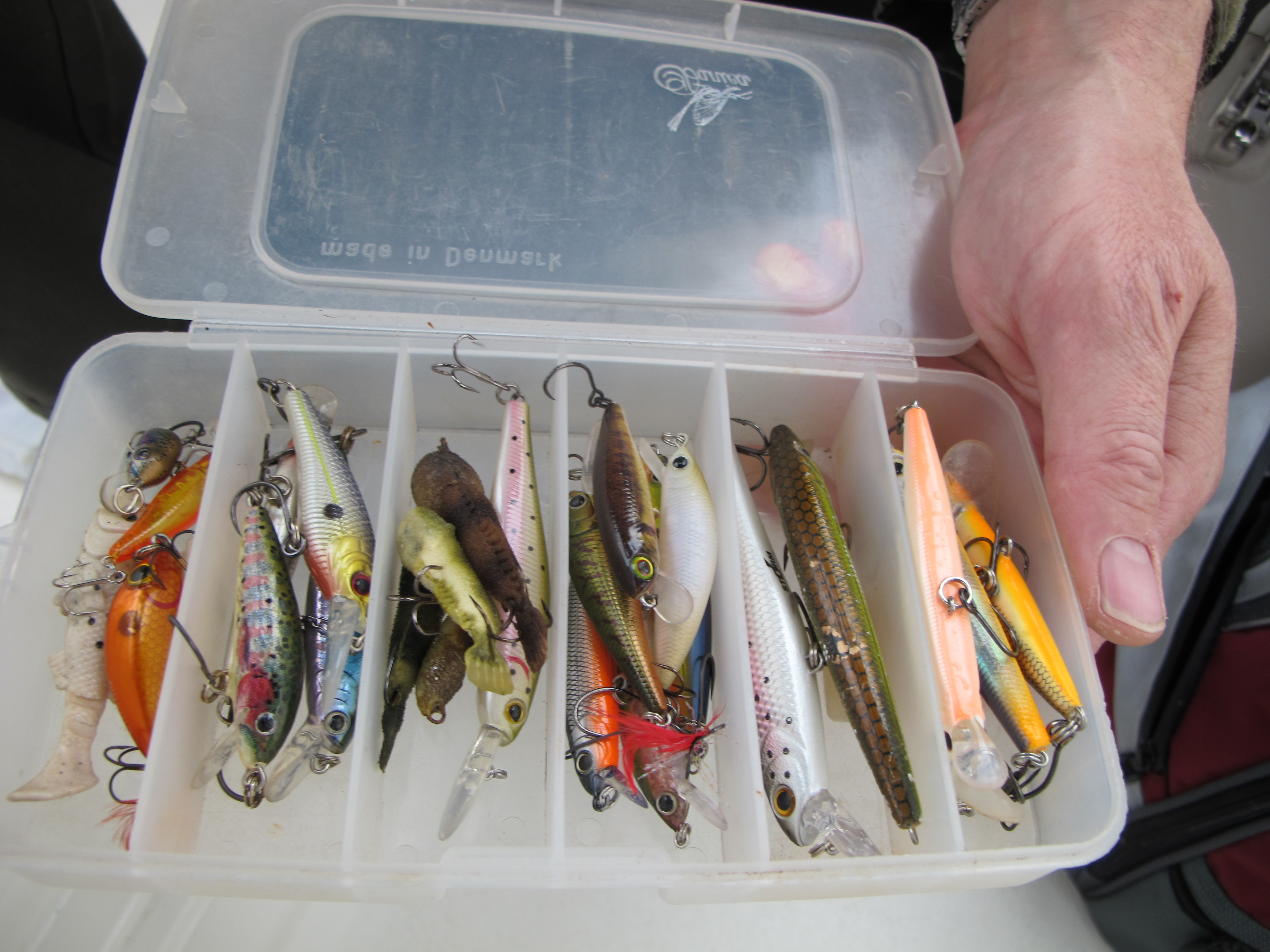
Köder für Forellen

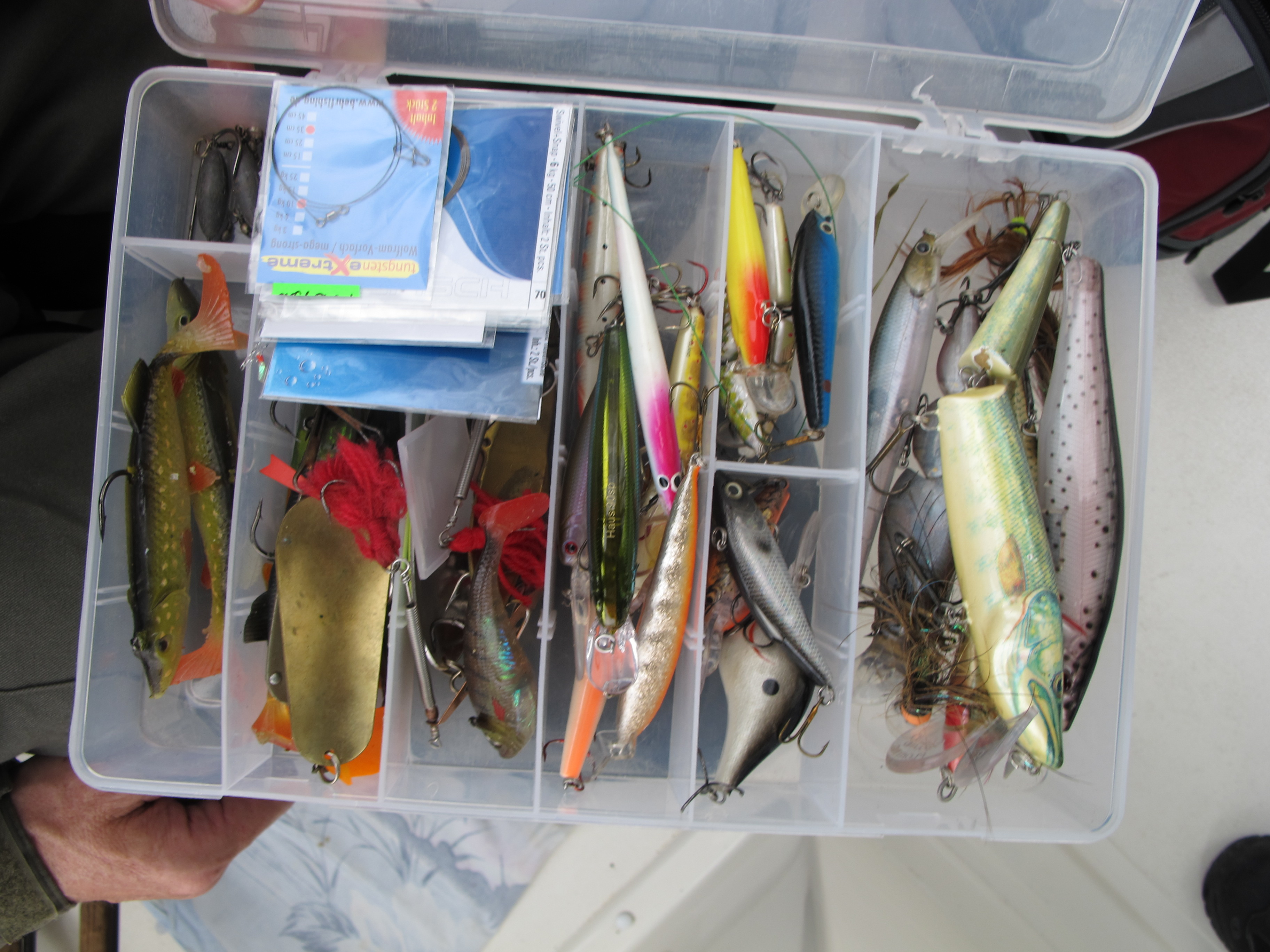
Köder für Hechte

Unter Raubfischangeln versteht man das gezielte Angeln auf Raubfische. In europäischen Gewässern zählen dazu unter anderem Hecht, Döbel, Aal, Wels, Forelle, Barsch und Zander. Raubfische können zum Beispiel mit Kunstködern aus Holz, Gummi oder Kunststoff gefangen werden. Dabei werden diese Köder durchs Wasser gezogen und ahmen einen schwimmenden oder verletzten Fisch nach. Eine andere Möglichkeit ist das Angeln mit totem Köder, der entweder auf Grund oder mit Hilfe einer Pose angeboten wird. Auch kann ein toter Köderfisch oder ein Kunstköder (etwa ein Wobbler) durchs Wasser gezogen werden. 
Oft wird zum Raubfischangeln ein Vorfach aus Stahl verwendet, um das Durchbeißen der Angelschnur zu verhindern.
Jeder Fisch hat ein Sinnesorgan, das sich Seitenlinie nennt. Damit registriert der Fisch Druckschwankungen im Wasser. Wird zum Beispiel ein künstlicher Raubfischköder an einem Raubfisch vorbeigezogen, nimmt der Fisch dies wahr. Durch eine taumelnde Bewegung des Kunstköders wird ein verletzter Fisch nachgeahmt, den ein Räuber für leichte Beute hält, woraufhin der Beißreflex ausgelöst wird. Neben Wassertrübung, Temperatur und Nahrungsangebot können auch Köderfarbe und Größe erheblichen Einfluss auf das Beißverhalten der Fische haben.

### Spinnfischen
Spinnfischen, auch Spinnen oder Blinkern genannt (aus dem Englischen spin „sich drehen, wirbeln, kreiseln“) ist eine aktive Art des Angelns, bei der überwiegend Kunstköder wie Blinker, Wobbler, Weichplastikköder (Twister und Shads) oder Spinner eingesetzt werden. Vibrationen und optische Reize beim Einholen der Köder verleiten Raubfische anzubeißen. Spinnfischen wird vom Boot oder vom Ufer aus praktiziert. Es ist eine Kunst für sich, den Köder richtig zu führen, ob man kurze Stops einlegt oder einfach schnell einholt. Bei dieser Methode wird in aller Regel nicht lange an einem Platz verharrt, sondern das Gewässer nach beißwilligen Fischen abgesucht. Ist der Fisch jedoch gefunden, lohnt es sich oft, an dieser Stelle etwas länger zu verweilen.
Wobbler sind Fischimitate aus Balsaholz oder Kunststoff, die meistens mit einer sogenannten Tauchschaufel versehen sind. Diese sorgt dafür, dass der Köder einerseits beim Einholen auf Tiefe geht, andererseits sorgt sie für die Bewegung des Köders und seine Stabilisation im Wasser. Der erste Wobbler wurde im Jahre 1936 vom finnischen Angler Lauri Rapala entwickelt. Rapala ist auch heute noch einer der führenden Wobbler-Hersteller.
- Klassische Wobbler bestehen aus Balsaholz, sind zumeist schwimmend und werden meist gleichmäßig eingeholt. Sie finden auch beim Schleppfischen Verwendung. Manche Wobbler beinhalten Rasselkugeln, die einen zusätzlichen Reiz auf die Zielfische ausüben.
- Crankbaits sind üblicherweise etwas bauchige Wobbler aus Kunststoff, die Metallkugeln im Inneren haben. Die Kugeln erzeugen beim starken Vibrieren des Wobblers Geräusche, die gerade aggressive Fische anlocken und zum Biss verlocken sollen.
- Twitchbaits sind etwas schlankere Wobbler, die zwar gleichmäßig eingeholt werden, aber zusätzlich mit kurzen Rutenschlägen leicht durchs Wasser geruckt werden, um einen kranken Beutefisch zu imitieren. Manche Twitchbaits sind so ausbalanciert, dass sie beim Pausieren des Einholens im Wasser schweben, ohne zu sinken oder aufzutreiben. Diese Art des Twitchbaits wird Suspender genannt. Oft löst erst dieses bewegungslose Schweben der Köders im Wasser den Biss aus.
- Swimbaits sind Wobbler ohne Tauchschaufel. Sie bestehen aus mehreren beweglichen Segmenten, die durch die Wasserverwirbelungen am „Kopf“ des Swimbaits in einer natürlich erscheinenden Schwimmbewegung durchs Wasser laufen.
- Jerkbaits bilden eine sehr große Randgruppe im Bereich der Wobbler. Sie besitzen üblicherweise keine Tauchschaufel und müssen mit Bewegungen der Rute zum Leben erweckt werden. Zum Fischen mit Jerkbaits ist eine stabile Rolle nötig, häufig sind Multirollen stabiler als Stationärrollen. Das Getriebe einer solchen Rolle wäre aufgrund der hohen Belastungen für das Rollengetriebe bei Verwendung von größeren Jerkbaits einem hohen Verschleiß ausgesetzt.

Weitere Unterschiede gibt es in der Lauftiefe. Unterschieden werden Schwimmwobbler, Sinkwobbler und die oben genannten Suspender.
- Gummiwobbler sind Hybride aus Wobbler und Gummifisch. Der Kopf besteht meistens aus Hartplastik; der hintere Teil aus Weichplastik oder Gummi. Diese Köder sind vermutlich die realistischste Nachbildung eines lebenden Beutefisches.

### Stippfischen
Das Stippfischen ist eine Angeltechnik, bei der in der Regel eine Rute ohne Rolle benutzt wird.
Die Schnur wird an der Spitze montiert und sollte nicht länger als die Rute selbst sein. Die Rute kann eine Länge von 3 m bis 16,5 m haben. Diese Methode wird hauptsächlich zum Fang von Weißfischen benutzt.
Um den Biss eines Fisches deutlich zu erkennen, werden hier feine Schwimmer (auch Posen genannt) als Bissanzeiger eingesetzt. Es kann natürlich auch eine Rute mit Rolle verwendet werden. Wenn etwa ein Köderfisch gefangen werden soll, um ihn zum Fang von Zandern zu nutzen, kann eine Zanderrute verwendet werden, wobei an das Ende der Schnur eine Stipp-Montage gebunden wird. Beim Stippen auf Weißfische können diverse Köder verwendet werden, etwa kleine Würmer, ein bis drei Maden, kleine Maiskörner, Brotflocken usw.
Des Weiteren ist das Angeln mit verkürzter Schnur eine weitere beliebte Variante des Stippfischens.
Die Schnur ist am oberen Ende einer 9 bis 16 Meter langen Rute montiert, reicht allerdings nur bis zum vierten oder fünften Teil der steckbaren Kopfrute. Durch die kürzere Schnur, meistens 1 Meter mehr als der Gewässergrund, wird ein genaueres Führen des Köders erzielt, da auf eine Entfernung von 9 bis 13 Metern direkt unter der Rutenspitze geangelt werden kann. Um die Fluchten des gehakten Fisches abzufangen, ist dazu üblicherweise ein Gummizug in die oberen zwei bis drei Teile eingezogen.
Dieser übernimmt im Drill die Funktion eines Puffers, ähnlich der Bremse beim Angeln mit der Stationär-Rolle.

### Hegenefischen
Als Hegene bezeichnet man eine Schnur (von Anglern Vorfach genannt), von der seitlich bis zu fünf kürzere, in der Höhe versetzte Schnüre abgehen. An diesen Seitenarmen befestigt man Nymphen (Köder in Fliegenlarvenform) oder andere kleine Kunstköder. Am Ende der Hegene befindet sich ein Senkblei oder ein weiterer Köder, beispielsweise ein Pilker meist ohne Haken. Es wird also mit mehreren Ködern gleichzeitig gefischt.
Es gibt verschiedene Arten, mit der Hegene zu fischen. Bei der gebräuchlichsten Methode wird die Hegene mit der Rute langsam angehoben und dann schnell wieder abgesenkt. Durch die Bewegung soll der Fisch angelockt werden. Bei der Schwimmermethode wird die Hegene unter eine Schwimmer-/Posenmontage montiert, die Köder treiben somit in verschiedenen Höhen im Wasser und erhöhen die Wahrscheinlichkeit, dass ein Fisch anbeißt.
Beim Fang von Raubfischen, die im Oberwasser räubern (Barsche, Rapfen), wird die Hegene mit einem schlanken Pilker über weite Distanzen geworfen und kurz nach dem Auftreffen auf der Wasseroberfläche schnell eingeholt.
Diese Art des Angelns wurde vermutlich in der Schweiz entwickelt, wo es zahlreiche Spezialisten für das Binden einer fängigen Hegene gibt. Während man in der Alpenregion Felchen/Maränen mit dieser Methode überlistet, wird sie im norddeutschen Raum oft auf Barsch eingesetzt. Dort ist allerdings die Zahl der erlaubten Köder oft auf zwei bis drei begrenzt.
In den Talsperren des Sauerlandes wird die Hegene erfolgreich auf beide Arten eingesetzt.

### Karpfenangelei
Karpfenangeln ist der spezialisierte Fang von Karpfen. Der am meisten benutzte Köder ist der sogenannte Boilie, eine gekochte Teigkugel, die in verschiedenen Geschmacksrichtungen erhältlich ist oder selbst hergestellt wird. Es gibt sowohl sinkende als auch schwimmende Boilies, sogenannte Pop-Ups. Der Boilie wird auf Grund am sogenannten Haar angeboten. Dabei befindet sich direkt am Haken eine Art Garn, früher benutzte man echtes Haar – daher der Name. Durch den Boilie wird mit einer Boilie-Nadel ein Loch gebohrt, durch das dann das Garn durchfädelt wird. Das Ende wird mit einem Stopper versehen. Der Haken befindet sich so gesehen außerhalb des Köders und wird durch den Fisch eingesaugt und er hakt sich selbst. Es werden spezielle Karpfenhaken benutzt. Diese gibt es mit und ohne Widerhaken. Das Blei der Grundmontage ist entweder feststehend montiert – hier spricht man auch von einer Selbsthak-Methode. Des Weiteren gibt es Karpfenmontagen, bei denen das Blei laufend montiert ist, mit oder ohne Stopper. Auf das Haar der Karpfenmontage können auch Mais, Tigernüsse, Erdnüsse oder Hundefutter aufgezogen werden. In den meisten Fällen wird mit einem ganzen oder zwei Boilies am Haar gefischt. Wenn man einen schwimmenden Boilie und einen sinkenden Boilie benutzt, erhält man ein Schneemannrig.
Die Angelruten werden bei dieser Angelmethode möglichst horizontal meist auf zwei Rutenhalter oder auf einem sogenannten Rod-Pod abgelegt. Die Rollen sind hierbei geöffnet, bzw. ist der Freilauf aktiviert. Der Biss wird durch spezielle elektronische und analoge Bissanzeiger angezeigt.
Eine andere Art des Karpfenangelns ist die mit einem Futterkorb, den man entweder direkt am Wirbel befestigen kann oder der, wie bei der Laufpose, auf die Schnur aufgefädelt wird. In den Futterkorb wird eine Futtermischung gegeben. Das Futter wird im Wasser weich, verteilt sich in unmittelbarer Nähe des Köders und lockt den grundelnden Karpfen an, der idealerweise den Köder mit Haken aufnimmt. Es ist auch möglich, Maden mit in den Futterkorb zu geben. Hierdurch erhöht man die Attraktivität des Futters. Diese Art des Sportfischen nennt man auch Feederfischen.
Eine andere gute Methode ist das Angeln mit Schwimmbrot. Karpfen suchen gerne bei sonnigem Wetter die Wasseroberfläche nach Futter ab. Hierzu wird die Angelschnur eingefettet, damit sie auf der Wasseroberfläche schwimmt. Außer Schwimmbrot gibt es spezielle künstliche Köder, wie zum Beispiel Insektennachbildungen, die zum Oberflächenangeln auf Karpfen zum Einsatz kommen. Mit einer polarisierenden Brille wird die Spiegelung auf der Wasseroberfläche auf ein Minimum reduziert, sodass die Fische besser erkannt werden können.

### Angeln an kommerziellen Forellenseen
Das Angeln an kommerziell betriebenen Forellenseen erfreut sich auch in Deutschland großer Beliebtheit. Fast in jeder Region Deutschlands findet man eine solche Anlage.
Das Prinzip ist fast immer dasselbe: Die Angler erwerben eine Lizenz zum Angeln (klassischerweise Stunden- oder Tagesweise) und dürfen an einem Gewässer angeln, welches täglich mit frischem Fisch besetzt wird.
Die Regenbogenforelle ist hier der Hauptfisch, es kommen jedoch auch teilweise andere Salmoniden wie beispielsweise Saiblinge oder Bachforellen vor. Saisonabhängig werden unter anderem auch Störe oder Welse besetzt. Generell lässt sich das Angeln an Forellenseen in zwei Kategorien aufteilen: aktiv und passiv.
Passives Angeln meint hier entweder eine Grundmontage in Kombination mit meist auftreibenden Ködern wie z. B. Forellenteig. Die genaue Angeltiefe kann über ein kleines Gewicht am Vorfach eingestellt werden. Die andere passive Methode ist das Angeln mit der treibenden Montage. Hier kommen Posen oder Pilotkugeln zum Einsatz und als Köder dienen meistens Naturköder. Die genaue Angeltiefe wird über den jeweiligen Schwimmer eingestellt.
Aktives Angeln hingehen soll die Fische, ähnlich wie beim Spinnfischen, durch Vibrationen oder optische Reize zum Anbiss verleiten. Eine bewährte Methode hierbei ist das so genannte „Schleppen“, hierbei wird ein rotierender Köder (meist Forellenteig oder Bienenmaden) mit Hilfe von Sbirolino- oder Posenmontagen in verschiedenen Wassertiefen langsam durch das Wasser gezogen, um die Fische aktiv „zu suchen“.
Der neueste Trend an den Forellenseen ist jedoch das so genannte „Ultraleicht-Fischen“, diese Methode ist eine Art des Spinnfischens, welche speziell auf den Fang von Salmoniden ausgelegt wurde. Zum Einsatz kommen meist Blinker (auch „Spoons“ genannt) oder Weichplastikköder (auch Gummiköder genannt).
Im Sommer werden von den Betreibern gerne alternative Fischarten wie beispielsweise Störe oder Welse besetzt, da das Wasser dann oft zu warm für Forellen ist. Diese werden klassischerweise mit Grundmontagen in Kombination mit Tauwürmern oder Räucherlachs beangelt.

### Meeresfischerei

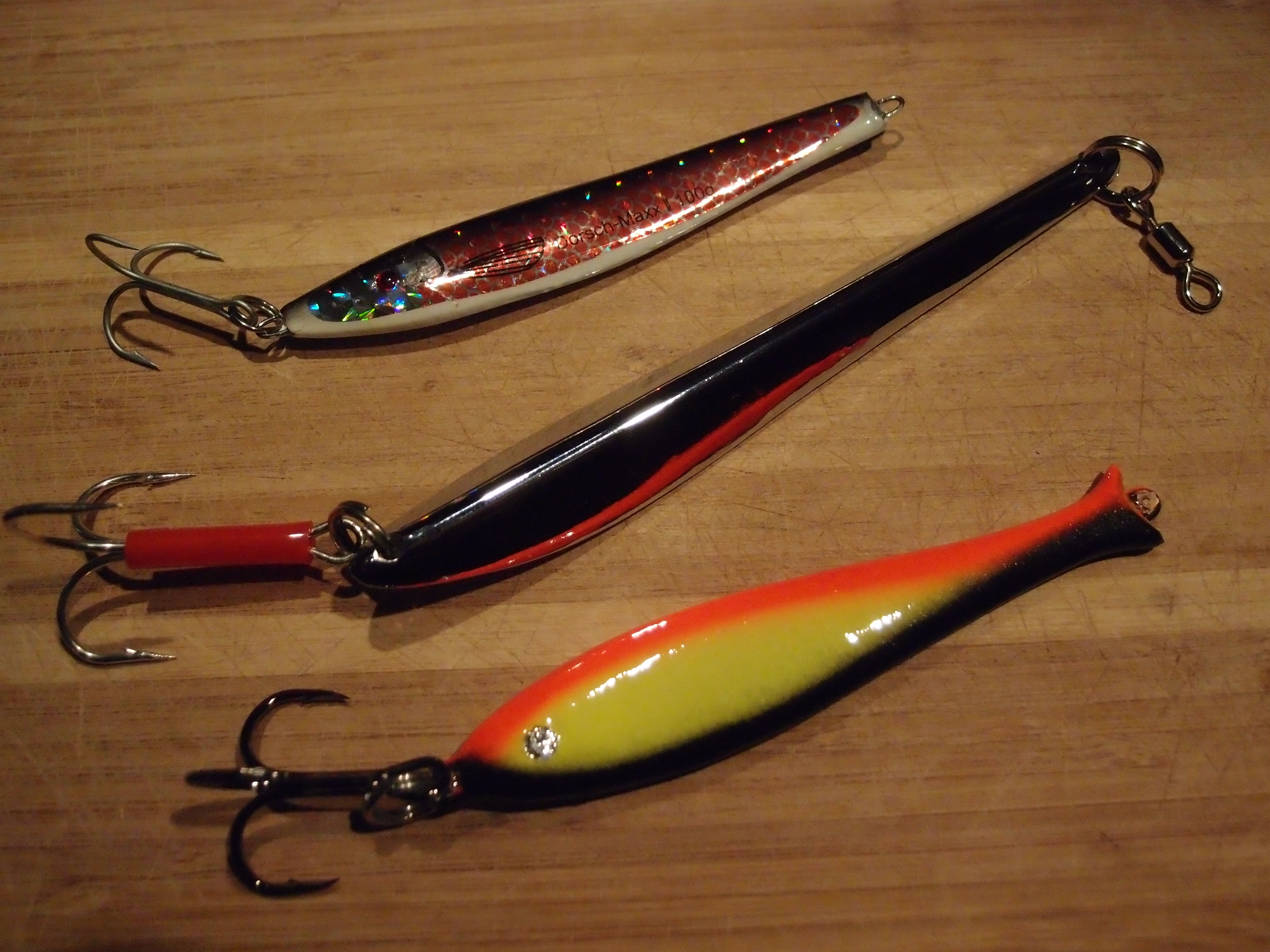
Pilker

In Nordeuropa werden auf hoher See unter anderem Kabeljau, Köhler (auch Seelachs genannt) und Makrele geangelt. In Küstennähe sind je nach Saison auch Hering, Meerforelle, Scholle, Aal, Sprotte und Hornhecht zu beangeln.
Das Angeln auf dem Meer wird zumeist über einen gecharterten Kutter betrieben. Die größte Kutterflotte Deutschlands liegt in Heiligenhafen an der Ostsee. Der Hauptzielfisch in der Ostsee ist der Dorsch.
Gefangen werden die Dorsche vom Kutter entweder durch künstliche Köder wie Pilker und/oder Jigs. Auch die Verwendung von natürlichen Ködern wie Watt- und/oder Seeringelwürmer, dann meistens an längeren Ruten, ist eine oft gesehene Technik.
Bei dem Pilkangeln werden, nachdem der Kutter das Zielgebiet erreicht hat, die Köder durch Öffnen der Rolle zu Grund gelassen. Einige wenige Kurbelumdrehungen ziehen den Köder über den Grund. Durch das Anheben und Senken der Rute wird dem Köder Leben eingehaucht. Die taumelnden Bewegungen beim Absinken des Köders verleiten den Fisch zum Biss.
Zur Zeit der alljährlichen Rapsblüte (Mai/Juni) kommt der Hornhecht zum Laichen in Küstennähe. Dann kann der Fisch beim Watfischen mit unterschiedlichsten Ködertechniken wie Fleisch- oder Fischfetzen, Wobblern und Blinkern aber auch per Fliegenfischen geangelt werden.
In den Sommermonaten Juli und August können auf der Nordsee vorrangig Makrelen gefangen werden. Die Ortung der Fischschwärme erfolgt durch das gezielte Anfahren von Möwenschwärmen oder durch Benutzung von Echolotsystemen, die Fische bzw. fischreiche Untergründe und die Untergrundbeschaffenheit feststellen können. Zum Beangeln von Makrelen wird meist ein Paternostersystem eingesetzt, an dem drei oder mehr Haken untereinander geknotet werden. Ansonsten werden ebenfalls Pilkbewegungen zur Köderführung angewandt.

### Nachtangeln
Als Nachtangeln bezeichnet man jegliches Fischen zwischen Sonnenuntergang und Sonnenaufgang. Als Hilfsmittel dienen dabei Stirnlampe, elektronische Bissanzeiger und Elektro- oder Knicklichtposen. Auch die klassische Aalglocke kommt dabei häufig zum Einsatz. Geangelt wird auf alle nachtaktiven Fischarten, vor allem aber auf Aal, Zander, Karpfen und Waller (Wels) und Quappe. Oft ist die Größe und Menge der erbeuteten Fische dieser Arten nachts größer.

### Hochseeangeln auf Großfischarten
Das Angeln von großen Fischarten (z. B. Haie, Marline, Schwertfische) wird als Big Game Fishing vom normalen Meeresfischen unterschieden. Man angelt oft nach dem Prinzip des Schleppangelns von seetüchtigen Motorbooten, meistens mit ortskundigen Skippern und einheimischen Hilfskräften – was schon deshalb unabdingbar ist, weil die beangelten Fische 100 Kilogramm schwer und noch erheblich schwerer sein können. Inwieweit das Big Game Fishing Anteil am sinkenden Bestand der beangelten Fischarten hat, ist umstritten.
Immer populärer unter Big Game-Anglern wird das sogenannte „catch and release“, bei dem der Fisch gefangen, bis zum Boot gedrillt, fotografiert und wieder freigelassen wird. Auch diese Art der Fischerei wird oft als Tierquälerei angesehen, schont aber zumindest die Fischbestände.
Teilweise werden dabei aber auch an den Fischen für wissenschaftliche Zwecke Markierungen angebracht.
Die Verwendung des Fanges ist also abhängig von den Motiven des Anglers und der Region in der gefischt wird sehr unterschiedlich.
Reviere sind unter anderem die Karibik, die Kap Verden und die Malediven. Seit einigen Jahren zählt auch die kleine Insel Ascension im Atlantik zu den Top-Revieren.

### Schleppfischen
Als Schleppfischen, Trolling oder auch Schleppangeln bezeichnet man das Angeln mit einer Angelrute in einem fahrenden Boot (motor- oder muskelbetrieben), wobei der nachgeschleppte Köder durch die Geschwindigkeit des Bootes in Bewegung gerät. Auf diese Art werden vorzugsweise Raubfische beangelt. Im Süßwasser wird hauptsächlich auf Hecht, Zander, Seeforelle und große Barsche gefischt. In der Ostsee werden atlantische Lachse, Meerforellen und Dorsche gefangen.

### Matchangeln
Als Matchangler bezeichnet man Angler, die an organisierten Angel-Veranstaltungen teilnehmen, um Bestandsregulierungen oder Bestandsaufnahmen vorzunehmen. Anknüpfend an die deutsche Bedeutung des englischen Begriffes match für einen sportlichen Wettkampf in Spielform fallen dabei öfters Begriffe wie Wettkampfangeln, Pokalangeln, Vielseitigkeitsangeln oder Wettangeln zur Unterscheidung vom bloß der Hege dienenden Hegeangeln. Dabei werden ganz gezielt nur bestimmte Fischarten (meistens Plötze, Brassen und Güstern) unter der Begründung beangelt, sie stünden im Ungleichgewicht zu anderen Fischarten. Diese Fische werden entsprechend der Auflage waidgerecht am Wasser getötet oder in fischarme Gewässer umgesetzt. Eine internationale Empfehlung der C.I.P.S beschreibt die Auflagen für das Angelgerät, Angelzeit sowie maximal verwendbare Anfütterungsmittel und Köderbegrenzungen. Die Rutenlänge ist beim Matchangeln auf 13 m begrenzt. Die Angelzeit beträgt im Regelfall 2–4 Stunden. Am Häufigsten trifft man hier das Angeln mit verkürzter Schnur an der Kopfrute (Stippen) an. Zugelassene Angelgeräte sind hier die Kopfrute, Matchrute, Stippe und Bologneserute. Da nach C.I.P.S Auflagen die Pose das Blei tragen muss, ist das Angeln mit der Feederrute auf diesen Veranstaltungen nicht erlaubt.
In Deutschland ist Wettkampfangeln sowohl als Unterart eines „Catch and Release“ als auch bei Tötung regelmäßig verboten oder nur dann als ein vernünftiger, also tierschutzrechtlich zulässiger Grund angesehen, Fischen Schmerz zu bereiten, wenn es sich ausschließlich an sachverständig festgestellten Notwendigkeiten der Fischhege orientiert.

### Fangen und Freilassen
Neben dem üblichen Fang der Fische um sie zu verzehren, gibt es auch Angler, die die gefangenen Fische nicht töten, sondern sie nach dem Wiegen und Vermessen fotografieren und wieder in ihr Element entlassen. Diese Methode wird als „Fangen und Freilassen“ oder „Catch and Release“ bezeichnet, ihre Anhänger heißen specimen hunter. Das Vorgehen ist in der Bundesrepublik Deutschland aus Tierschutzgründen umstritten und in einigen Bundesländern (z. B. Bayern: AVBayFiG § 32 Abs. 1 d)) auch verboten. In anderen EU-Ländern wie beispielsweise den Niederlanden, ist man beim Hechtfang generell verpflichtet, die gefangenen Fische wieder lebend ins Gewässer zurückzusetzen. Dieses ist für die Fische nicht ungefährlich, da sich Pilze etc. durch die Verletzung der Schleimhaut festsetzten können und manchmal zum Tod des Fisches führen können.

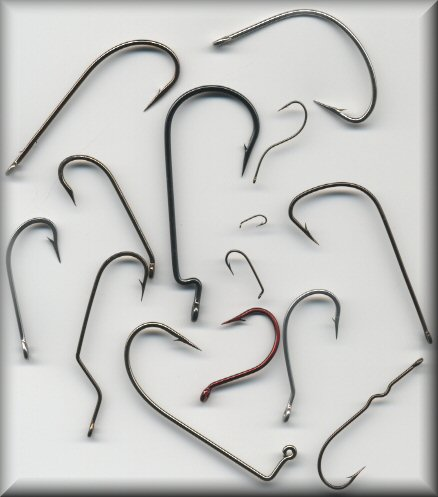
Verschiedene Angelhaken

Damit sich die Tiere nicht allzu sehr verletzen, werden besondere Methoden angewandt. So kommen zum Beispiel Fischhaut schonende Keschernetze, Abhakmatten und besondere Hakenmontagen (zum Beispiel Haken ohne Widerhaken, „Schonhaken“ genannt) zum Einsatz.

### Eisangeln
Unter Eisangeln versteht man das Angeln im Winter auf zugefrorenen Gewässern. Dazu wird mittels eines Eisbohrers oder einer Motorsäge ein Loch in das tragende Eis gebohrt oder gesägt und dann entweder nur mit Schnur oder einer kurzen Rute geangelt. In Deutschland muss das Loch gut sichtbar gekennzeichnet werden. Neben natürlichen Ködern, wie Wurm, Köderfisch oder Fischfetzen, wird beim Eisangeln auch häufig mit der Mormyschka und dem Saiblingslöffel gefischt. Fische werden oft mit dem Gaff gelandet.

### Verbotene Angel-Methoden
Es gibt einige Methoden, die verboten sind und darauf abzielen, mit wenig Aufwand viel Fisch zu erbeuten. Teilweise sind diese Methoden wenig selektiv oder mit keinerlei eigentlicher Angeltätigkeit verbunden. Darunter fallen lange, quer durchs Gewässer ausgelegte Schnüre, an denen sich in regelmäßigen Abständen Haken befinden und die oft über Nacht im Wasser verbleiben, um am nächsten Morgen eingeholt zu werden. Hierbei werden irgendwelche Fische unterschiedlichen Alters gefangen, im Grundbereich oft gründelnde Fische oder Aale. Sie sind oft bereits tot, wenn sie eingeholt werden. In Ländern, in denen die Bevölkerung vom Angeln lebt oder in denen es ein überreiches Fischangebot gibt, ist diese Methode jedoch oft erlaubt. Weitere, nicht fischwaidgerechte Methode sind das Dynamitfischen und die Cyanidfischerei.
Auch das Auswerfen von Angelschnüren mit dutzenden Vorfächern (Hegene) in einen angefütterten Fischschwarm (sogenanntes „Reißangeln“) wird als nicht fischwaidgerecht angesehen, da diese Methode darauf abzielt, die Fische von außen zu haken. Darüber hinaus sind weitere Methoden verpönt oder verboten, z. B. das Angeln mit einem lebenden Köderfisch (dies ist jedoch in Luxemburg, Italien und in Frankreich erlaubt) oder anderen lebenden Ködern (Frösche, Mäuse, Entenküken etc.).

## Angler-Ausrüstung
Zu den wichtigsten Voraussetzungen für einen erfolgreichen Fang zählen neben passendem Angel-Zubehör (siehe unten) eine wettergerechte Kleidung und viel Geduld. Eine geeignete Anglerausrüstung für einen Angel-Ausflug umfasst neben Bekleidung besonders beim Nachtangeln Sitzmöglichkeiten und Unterkunft. Die heutige Anglerbekleidung schützt den Angler auch zusätzlich im Falle eines Über-Bord-Gehens. Herstellung und Zertifizierung von Schwimmanzügen für beispielsweise Hochseeangeln erfolgt nach der neuen EU „ISO12402“ (Type 50 N). Neben den vollständigen Anzügen gibt es Watjacken, Wathosen, Watgürtel, Watstiefel sowie Thermojacken und Thermohosen für Angler.
Um lange Wartezeiten zu überbrücken, gibt es heute verschiedene Anglerhocker, Anglerstühle und Anglersessel sowie Anglerliegen. Im Vergleich zu Camping-Stühlen sind diese an der Seite und am Rücken geschlossen, damit sich der Angler keine Nierenentzündung oder Erkältung während der Wartezeit holt. Bei schlechtem Wetter oder Nachtangeln sind Anglerzelte oder Angelschirme von Vorteil. Ein optimales Anglerzelt ist wasserabweisend und bietet ausreichend Schutz besonders vor Stechmücken. Zusätzliche Isolierhüllen sind sogenannte Overwraps, welche über das Anglerzelt oder dem Anglerschirm geworfen werden. Für weiteren Schutz vor Feuchtigkeit gibt es außerdem Imprägnier-Spray und -Wachs. Nachtangeln ist weit verbreitet, da besonders viele Fischarten während der Dunkelheit an der Wasseroberfläche Nahrung aufnehmen. Um Köder, Blei-Boxen und Angelschnur griffbereit zu haben, gibt es hierfür extra große und breit gefächerte Anglertaschen. Für eine optimale Beleuchtung ist es ratsam, sich geeignete Beleuchtung zuzulegen. Neben wasserabweisenden Camping-Lampen sollten auch praktische Kopflampen und griffbereite Taschenlampen zur Standardausrüstung gehören. Die Kopflampen werden mit einem verstellbaren Gummiband am Kopf befestigt. Heute sind zahlreiche Kopflampen mit unterschiedlichen Leuchtstufen ausgestattet.
Für ein optimales und erfolgreiches Angeln auf dem Fluss oder in der See kommen in den letzten Jahren immer mehr Belly-Boote, auch Bauchboote genannt, zum Einsatz. Besonders für das Fischen mit Belly-Boot ist entsprechende Anglerbekleidung notwendig, um sich nicht im Wasser zu unterkühlen. Belly-Boote brauchen nur eine Luftpumpe, um genutzt werden zu können. Wegen ihrer Handlichkeit werden Belly-Boote heute sehr oft genutzt. Grundlegend ist ein Belly-Boot nur eine Schwimmhilfe. Der „Fahrer“ liegt auf der Wasseroberfläche und steuert problemlos mit den Beinen. Um das Steuern zu erleichtern, empfiehlt es sich, Flossen zu gebrauchen. Mit einem passenden Anker kann der Fischer an der geeigneten Stelle halten und in Ruhe angeln. Wegen des Belly-Bootes ist es möglich, auch schwer erreichbare Stellen eines Sees oder Flussgebietes problemlos zu erreichen und effektiv angeln zu können.
Mit Anglerstiefeln (Fischerstiefel), bestehend aus festen Gummistiefeln und oben anschließender weiter, wasserdichter Hose mit Hosenträgern, kann ein Angler auch in schritt- bist hüfttiefem Wasser noch gut stehen und behält habei seine Kleidung trocken und wärmeisolierend. Limitierend wirkt, dass die Luft in Kleidung und Falten der Hose, soweit sie unter der Wasserlinie liegen, Auftriebskraft erzeugen, die der Gewichtskraft des Fischers entgegenwirkt. Nur mehr mit der Differenzkraft steht er mit den Profilsohlen am Gewässergrund auf. Eine tiefere Stelle kann er so gehend und dabei innen trocken bleibend leicht überwinden, wenn nicht Wasserströmung eine relevante Seitenkraft auf ihn ausübt. Stürzt ein Fischer mit Fischerstiefeln so, dass Wasser in die Stiefel eindringt, besteht große Gefahr, weil sich Kleidung mit Wasser tränkt. Dringt sogar Wasserströmung in die Öffnung der Fischerstiefel wirkt auf den Fischer eine gefährlich große Kraftwirkung.

## Angelzubehör
Passendes Angelgerät begünstigt oder ermöglicht erst den Angelerfolg, obgleich auch mit einfachen Mitteln Fische von ansehnlicher Größe gefangen werden können. Je nach Fischart bedarf es individueller Köder und Lockstoffe. Wegen der Vielzahl an Ködern gibt es unterschiedliche Aufbewahrungsmöglichkeiten: Fliegenboxen, Kleinteileboxen, Köderboxen, Sitzboxen, Twisterboxen und Wurmboxen. Zahlreiche Boxen können aber für verschiedene Köder gleichzeitig verwendet werden. Eine besondere Differenzierung gibt es bei der Aufbewahrung von lebenden (Heuschrecken, Würmer, Fliegen) und künstlichen (Wobbler, Gummifische, Wirbel) Ködern.
Fliegenboxen sind für die Aufbewahrung von Fliegen, Trockenfliegen und Nymphen für beispielsweise das Fliegenfischen geeignet. Sie sind wasserabweisend und innen mit Steckschaum ausgestattet. So sind die Fliegen vor Verlust und Feuchtigkeit gesichert.
Kleinteileboxen sind für die sichere Aufbewahrung von wichtigem Zubehör, Werkzeugen und Material sowie Dokumenten geeignet. Verschiedene Haken können darin gut und sicher verwahrt werden.
Köderboxen sind spezielle Kästen zur Aufbewahrung einer Vielzahl von Kunstködern mit unterschiedlichem Schimmer und Gebrauch. Beispielsweise können Barben mit Hilfe von Gummifischen gefangen werden. Eine andere Struktur haben Wobbler. Sie sind vor allem für stark befischte Gewässer geeignet, um auf Raubfische wie Hecht oder Zander möglichst lautlos zu fischen. Mit Hilfe der Köderboxen kann der Angler so Ordnung in seiner Sammlung halten. Das einfache Sortieren ermöglicht es auch, immer die passenden Köder griffbereit zu haben, je nach Tiefe und Art des Gewässers, Fischart und Methode.
Sitzboxen, auch Sitzkiepen genannt, sind Aufbewahrungkästen und Sitzmöglichkeit in einem. Sie sind stapelbar, wasserabweisend und bieten eine Menge Stauraum für Angelutensilien. Als Sitz werden sie meistens von Stippfischern eingesetzt, da diese viele Sachen haben, die sie dadurch bequem verstauen können. Mehr Komfort bietet allerdings ein Anglersessel. Es gibt auch Liegen für das Nachtangeln.
Twisterboxen sind für die Aufbewahrung von Twister-Ködern gedacht. Das sind kleine Gummifische mit einem flatternden Schwanz, die echte Fische nachahmen. Sie sind daher länger und größer und brauchen eine spezielle Aufbewahrung. Twister eignen sich beispielsweise für Riesendorsche. Besonders für Anfänger ist das Angeln mit einem Twister-Köder zu empfehlen.
Wurmboxen werden für die sichere Aufbewahrung von lebenden Würmern und Maden genutzt. Sie sind wasserabweisend, luftdicht und bruchsicher und schützen so den Inhalt.
Eine Geberstange dient zur Aufnahme von Sendern und Empfängern von Echoloten. Die Stange wird mit Hilfe einer Klemme an der Bordwand eines Bootes befestigt.

## Blei-Problematik
Das Angeln mit giftigen Gewichten aus Blei kann zu Belastungen der Natur und anderer Tiere führen. Blei in der Natur ist für viele Wildtiere ein Problem. Krokodile in einem südafrikanischen Nationalpark leiden nach einer im Jahr 2022 veröffentlichten Studie verschiedener Universitäten wegen des hohen Bleigehalts im Wasser an Zahnausfall und Blutarmut und können in schweren Fällen auch daran verenden. In den untersuchten Wildkrokodilen eines seit den Dreißigerjahren durch Sportfischer beangelten Gewässers seien einige der „höchsten Bleikonzentrationen in Krokodilen weltweit“ nachgewiesen worden. Die Wissenschaftler fordern, Anglern die Benutzung von Bleigewichten zu untersagen. Es gebe Alternativen, die nicht giftig und in anderen Ländern schon üblich seien.